# Episodi di Banshee: Origins
Parallelamente alla trasmissione della serie televisiva Banshee - La città del male (Banshee), la rete televisiva Cinemax ha distribuito sulla piattaforma YouTube e su un apposito sito di approfondimento della fiction, WelcometoBanshee.com, la webserie Banshee: Origins.
I webisodi, di seguito elencati, hanno lo scopo di presentare parte della storia passata dei personaggi principali della serie.

## Prima stagione
| n° | Titolo                | Interpreti e personaggi                                            | Scritto da                         | Diretto da       | Pubblicazione YouTube |
| -- | --------------------- | ------------------------------------------------------------------ | ---------------------------------- | ---------------- | --------------------- |
| 1  | Olek Drops a Dime     | Christos Vasilopoulos: Olek Joseph Gatt: Albino                    | David Schickler & Jonathan Tropper | Greg Yaitanes    | 22 gennaio 2013       |
| 2  | A Thief, Not a Killer | Antony Starr: Lucas Hood Anastasia Griffith: Dottoressa Paradis    | David Schickler & Jonathan Tropper | Miguel Sapochnik | 23 gennaio 2013       |
| 3  | Carrie at the Gate    | Ivana Miličević: Carrie Hopewell Ben Cross: Mr. Rabbit             | David Schickler & Jonathan Tropper | Miguel Sapochnik | 31 gennaio 2013       |
| 4  | Looking for My Exit   | Ivana Miličević: Carrie Hopewell Rus Blackwell: Gordon Hopewell    | David Schickler & Jonathan Tropper | Greg Yaitanes    | 30 gennaio 2013       |
| 5  | Sugar's Release       | Ulrich Thomsen: Kai Proctor Frankie Faison: Sugar Bates            | David Schickler & Jonathan Tropper | Greg Yaitanes    | 29 gennaio 2013       |
| 6  | The Forge             | Ulrich Thomsen: Kai Proctor Frankie Faison: Sugar Bates            | David Schickler & Jonathan Tropper | Greg Yaitanes    | 30 gennaio 2013       |
| 7  | Siobhan Interrupted   | Demetrius Grosse: Emmett Yawners Trieste Kelly Dunn: Siobhan Kelly | David Schickler & Jonathan Tropper | Greg Yaitanes    | 17 gennaio 2013       |
| 8  | Kings and Pawns       | Ben Cross: Mr. Rabbit Christos Vasilopoulos: Olek                  | David Schickler & Jonathan Tropper | Greg Yaitanes    | 29 gennaio 2013       |
| 9  | Checking In           | Antony Starr: Lucas Hood Hoon Lee: Job                             | David Schickler & Jonathan Tropper | Greg Yaitanes    | 29 gennaio 2013       |
| 10 | Carrie and Deva       | Ivana Miličević: Carrie Hopewell Ryann Shane: Deva Hopewell        | David Schickler & Jonathan Tropper | Greg Yaitanes    | 29 gennaio 2013       |
| 11 | The Women             | Trieste Kelly Dunn: Siobhan Kelly Lili Simmons: Rebecca Bowman     | David Schickler & Jonathan Tropper | Greg Yaitanes    | 29 gennaio 2013       |
| 12 | Passed Over           | Matt Servitto: Brock Lotus Daniel Ross Owens: Dan Kendall          | David Schickler & Jonathan Tropper | Greg Yaitanes    | 29 gennaio 2013       |
| 13 | The Real Lucas Hood   | Frankie Faison: Sugar Bates Griff Furst: Sceriffo Lucas Hood       | David Schickler & Jonathan Tropper | Greg Yaitanes    | 24 gennaio 2013       |

## Seconda stagione
| n° | Titolo                          | Interpreti e personaggi                                                         | Scritto da                         | Diretto da           | Pubblicazione YouTube                 |
| -- | ------------------------------- | ------------------------------------------------------------------------------- | ---------------------------------- | -------------------- | ------------------------------------- |
| 1  | Hotwire                         | Antony Starr: Lucas Hood Hoon Lee: Job                                          | Jonathan Tropper                   | Greg Yaitanes        | 9 gennaio 2014                        |
| 2  | Allenwood Part 1                | Ulrich Thomsen: Kai Proctor Frankie Faison: Sugar Bates                         | Julian Higgins                     | Ole Christian Madsen | 8 gennaio 2014                        |
| 3  | Interrogation Part 1            | Antony Starr: Lucas Hood Željko Ivanek: Jim Racine Reg E. Cathey: Julius Bonner | Jonathan Tropper                   | Greg Yaitanes        | 9 gennaio 2014                        |
| 4  | Interrogation Part 2            | Antony Starr: Lucas Hood Željko Ivanek: Jim Racine Reg E. Cathey: Julius Bomer  | Jonathan Tropper                   | Greg Yaitanes        | 9 gennaio 2014                        |
| 5  | Interrogation Part 3            | Antony Starr: Lucas Hood Željko Ivanek: Jim Racine Reg E. Cathey: Julius Bomer  | Jonathan Tropper                   | Greg Yaitanes        | 9 gennaio 2014                        |
| 6  | The Phone Call                  | Joseph Gatt: Albino Christos Vasilopoulos: Olek                                 | David Schickler & Jonathan Tropper | Greg Yaitanes        | 16 dicembre 2014 (video non elencato) |
| 7  | The Diner                       | Ivana Miličević: Carrie Hopewell Rus Blackwell: Gordon Hopewell                 | Chris Yakaitis                     | Babak Najafi         | 9 gennaio 2014                        |
| 8  | The Person You Were Meant to Be | Ivana Miličević: Carrie Hopewell Rus Blackwell: Gordon Hopewell                 | Jonathan Tropper                   | Carey Williams       | 9 gennaio 2014                        |
| 9  | Allenwood Part 2                | Ulrich Thomsen: Kai Proctor Frankie Faison: Sugar Bates                         | Julian Higgins                     | Ole Christian Madsen | 8 gennaio 2014                        |
| 10 | Brothers                        | Ben Cross: Mr. Rabbit Julian Sands: Yulish                                      | Jonathan Tropper                   | Greg Yaitanes        | 9 gennaio 2014                        |
| 11 | The Priest                      | Željko Ivanek: Jim Racine Julian Sands: Yulish                                  | Jonathan Tropper                   | Greg Yaitanes        | 9 gennaio 2014                        |
| 12 | The Field                       | Lili Simmons: Rebecca Bowman Ólafur Darri Ólafsson: Jonah Lambrecht             | Jonathan Tropper                   | Patia Prouty         | 7 gennaio 2014                        |

## Terza stagione
| n° | Titolo              | Interpreti e personaggi                                                                                            | Scritto da                   | Diretto da     | Pubblicazione YouTube |
| -- | ------------------- | --- | ---------------------------- | -------------- | --------------------- |
| 1  | Getting to Know You | Antony Starr: Lucas Hood Ivana Miličević: Carrie Hopewell Christos Vasilopoulos: Olek                              | Jonathan Tropper             | Greg Yaitanes  | 20 dicembre 2014      |
| 2  | Takeover            | Ulrich Thomsen: Kai Proctor Bart Hansard: Mr. Manfred                                                              | Chris Yakaitis               | Patia Prouty   | 20 dicembre 2014      |
| 3  | Always Be Prepared  | Ulrich Thomsen: Kai Proctor Matthew Rauch: Clay Burton                                                             | Jennifer Ames & Steve Turner | Greg Yaitanes  | 20 dicembre 2014      |
| 4  | Busy Night          | Ulrich Thomsen: Kai Proctor Matt Servitto: Brock Lotus Tanya Clarke: Emily Lotus Al Mitchell: Sceriffo Duke Morgan | Christopher Kelley           | Loni Peristere | 20 dicembre 2014      |
| 5  | Bugs and Thugs      | Geno Segers: Chayton Littlestone Nicholas Zarrillo: Bode Littlestone Robert Sullivan: Anziano                      | Jonathan Tropper             | Marcus Young   | 20 dicembre 2014      |
| 6  | Already Dead        | Odette Annable: Nola Longshadow Geno Segers: Chayton Littlestone                                                   | Adam Targum                  | Loni Peristere | Non pubblicato        |
| 7  | Off Duty            | Trieste Kelly Dunn: Siobhan Kelly Chaske Spencer: Billy Raven Meaghan Rath: Aimee King                             | Adam Targum                  | Patia Prouty   | 20 dicembre 2014      |
| 8  | Birthday            | Antony Starr: Lucas Hood Peter McRobbie: Compagno di cella                                                         | Adam Targum                  | Greg Yaitanes  | 20 dicembre 2014      |

## Quarta stagione
| n° | Titolo   | Interpreti e personaggi                                      | Scritto da          | Diretto da    | Pubblicazione YouTube |
| -- | -------- | ------------------------------------------------------------ | ------------------- | ------------- | --------------------- |
| 1  | Comfort  | Ivana Miličević: Carrie Hopewell Frankie Faison: Sugar Bates | Ashley O'Neil       | Adam Targum   | 1º aprile 2016        |
| 2  | Aescylus | Tom Pelphrey: Kurt Bunker Frankie Faison: Sugar Bates        | Conor Patrick Hogan | Chad Feehan   | 1º aprile 2016        |
| 3  | Promise  | Ulrich Thomsen: Kai Proctor Frankie Faison: Sugar Bates      | Matthew Rauch       | Matthew Rauch | 1º aprile 2016        |
| 4  | Cronus   | Hoon Lee: Job Frankie Faison: Sugar Bates                    | Chad Feehan         | Chad Feehan   | 1º aprile 2016        |
| 5  | Hope     | Matt Servitto: Brock Lotus Frankie Faison: Sugar Bates       | Matthew Rauch       | Matthew Rauch | 1º aprile 2016        |
| 6  | Escape   | Lili Simmons: Rebecca Bowman Frankie Faison: Sugar Bates     | Matthew Rauch       | Adam Targum   | 1º aprile 2016        |
| 7  | Drown    | Matthew Rauch: Clay Burton Frankie Faison: Sugar Bates       | Matthew Rauch       | Adam Targum   | 1º aprile 2016        |
| 8  | Epilogue | Frankie Faison: Sugar Bates                                  | Chad Feehan         | Adam Targum   | 1º aprile 2016        |